# Szugurowo (Tatarstan)
Szugurowo (ros. Шугурово) – wieś (sieło) w Rosji, w Tatarstanie, w rejonie leninogorskim. W 2010 liczyła 2096 mieszkańców.